# Samuli Suomela

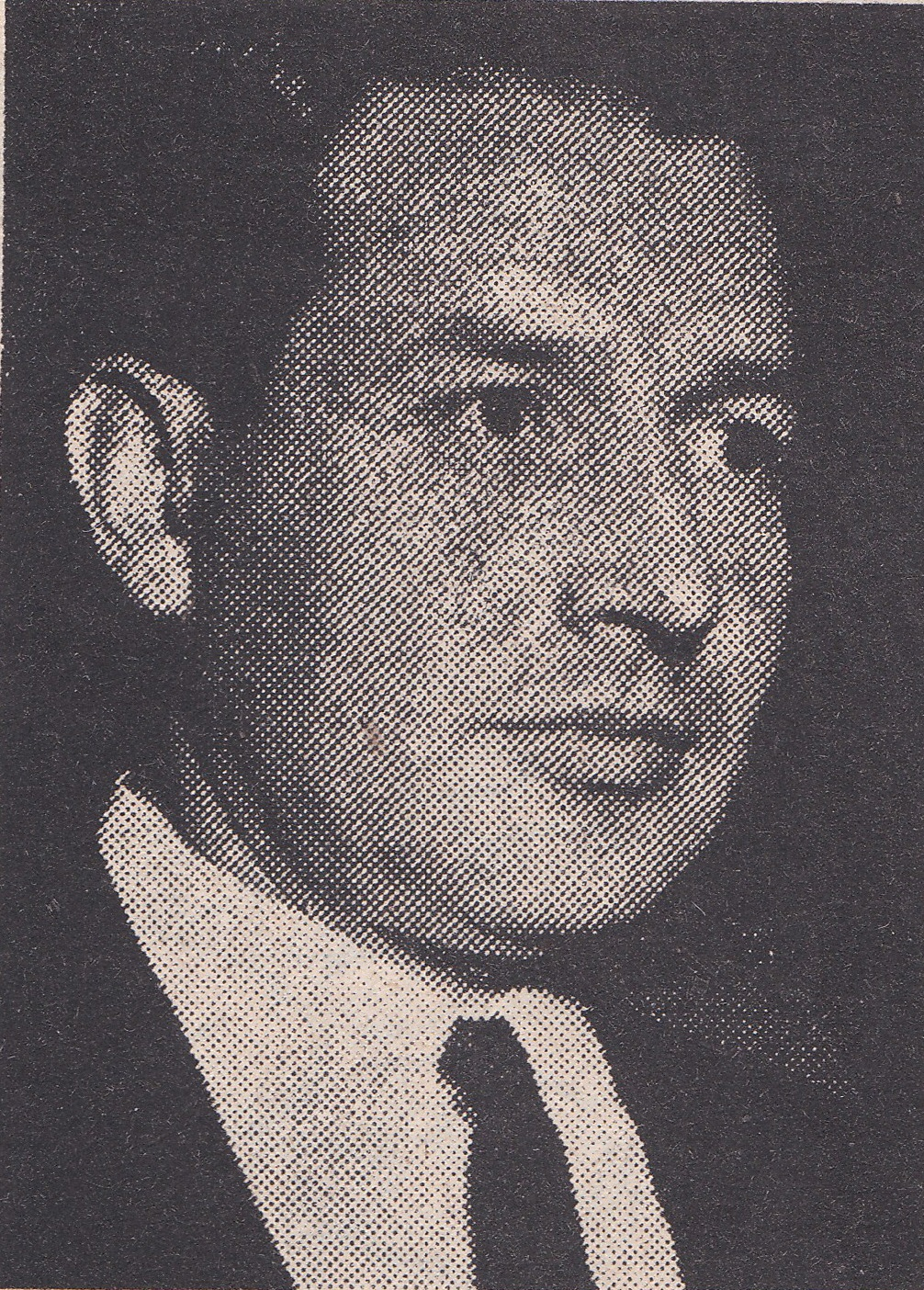
Samuli Suomela år 1968.

Vilho Samuli Suomela, född 27 juli 1918 i S:t Bertils, död 16 mars 2012, var en finländsk ämbetsman. 
Suomela blev agronomie och forstdoktor 1950, var chef för Lantbruksekonomiska forskningsanstalten 1952–1971 och generaldirektör för den nyinrättade Jordbruksstyrelsen 1971–1983. Han var opolitisk lantbruksminister 1963–1964 och 1971–1972. Han satt i styrelsen för flera storbolag, bland annat Rauma–Repola 1965–1985 och Huhtamäki Oy 1971–1978.